# From Wishes to Eternity
Albums de Nightwish
End of Innocence
(2003)
From Wishes to Eternity est un DVD/VHS/CD live du groupe de metal symphonique finlandais Nightwish. Il a été enregistré à Tampere (Finlande) en 2001. Le CD est sorti dans une version limité à 10 000 exemplaires, uniquement disponible en Finlande. Le véritable morceau d'ouverture du concert du concert était She is My Sin, cependant ce morceau et The Kinslayer ont été inversés (volontairement) lors du montage du DVD.

## Liste des chansons
| No  | Titre                                                   | Durée |
| --- | ------------------------------------------------------- | ----- |
| 1.  | The Kinslayer (Live – album : Wishmaster)               |       |
| 2.  | She Is My Sin (Live – album : Wishmaster)               |       |
| 3.  | Deep Silent Complete (Live – album : Wishmaster)        |       |
| 4.  | The Pharaoh Sails to Orion (Live – album : Oceanborn)   |       |
| 5.  | Come Cover Me (Live – album : Wishmaster)               |       |
| 6.  | Wanderlust (Live – album : Wishmaster)                  |       |
| 7.  | Instrumental (Crimson Tide/Deep Blue Sea) (Live)        |       |
| 8.  | Swanheart (Live – album : Oceanborn)                    |       |
| 9.  | Elvenpath (Live – album : Angels Fall First)            |       |
| 10. | Fantasmic Part 3 (Live – album : Wishmaster)            |       |
| 11. | Dead Boy's Poem (Live – album : Wishmaster)             |       |
| 12. | Sacrament of Wilderness (Live – album : Oceanborn)      |       |
| 13. | Walking in the Air (Live – album : Oceanborn)           |       |
| 14. | Beauty and the Beast (Live – album : Angels Fall First) |       |
| 15. | Wishmaster (Live – album : Wishmaster)                  |       |

## Bonus
Le DVD contient également:
Des videos officielles
- The Carpenter
- Sleeping Sun

Des vidéos
- The Kinslayer
- Walking In The Air

"Des scènes supprimées"
Des interviews
- Tarja Turunen
- Tuomas Holopainen